# Col de Forclaz (Séez)
Pour les articles homonymes, voir Col de la Forclaz.
Le col de Forclaz est un col de France situé dans les Alpes, dans le massif des Alpes grées, en Savoie.

## Géographie
Le col se trouve à 2 525 mètres d'altitude, entre l'aiguille du Clapet à l'ouest et la pointe du Lac-Sans-Fond au nord-est ; le col du Petit-Saint-Bernard à la frontière italienne se trouve au nord-est et Bourg-Saint-Maurice au sud-est. Il est franchi par un sentier de randonnée reliant la vallée du Reclus au sud-est à celle du Versoyen au nord-ouest qui débouchent toutes deux dans la vallée de la Tarentaise au sud-ouest.